# Julián Baldomero Acuña Galé
Julián Baldomero Acuña Galé (Camagüey, Cuba, 27 de fevereiro de 1900 - Cidade do México, México, 24 de julho de 1973) foi um botânico cubano .
Foi chefe do Departamento de Botânica da Estação Experimental de Agricultura de Santiago de Las Vegas, onde chegou a ser diretor.